# Врбовец
Врбовец је град у Хрватској, у Загребачкој жупанији. Налази се 40 km сјевероисточно од Загреба Према првим резултатима пописа из 2011. у граду је живело 14.802 становника, а у самом насељу је живело 4.973 становника.

## Историја
Врбовец се први пут спомиње 1244. године у писаним документима.
Године 1621. овдје је рођен бан Петар IV Зрински. Кула Петра Зринског је заштитни знак града и налази се у парку у центру уз Цркву св. Вида.
Школство је почело 1669. године када је основана основна школа, а данас постоје двије основне школе, као и средња школа.
Пошта, полиција, Дом здравља, ватрогасци и суд су дио инфраструктуре Врбовца. Гас, вода, струја, телефон су саставни дио модерног живота града. Врбовец има и биоскоп, културно-умјетничко друштво, библиотеку, радио, народни универзитет.
Врбовец нема ТВ, позориште (оперу) и универзитет, те због тога гравитира природно према Загребу као центру тих активности.
Од познатих ту су још и Марија Јурић Загорка, прва жена новинар и романописац, рођена у оближњем селу Неговцу и Еуген Дес Пинес, француски маркиз, дароватељ многих умјетничких дјела Штросмајеровој галерији у Загребу.
"Кај су јели наши стари“ је у Врбовцу главни годишњи културни догађај. Манифестација старих јела, која се одржава сваке године викендом крајем августа или почетком септембра, те даје приказ старог начина живота.
Дан града, 15. јун, је такође годишњи културни догађај, кад се слави и св. Вид, заштитник града Врбовца.

## Становништво
Према попису из 2001. године у граду живи око 4.500 становника, а око 14.658 становника на административном подручју града.

### Град Врбовец

#### Број становника по пописима
| Националност   | 2001.  | 1991.  | 1981.  | 1971.  | 1961.  | 1953.  | 1948.  | 1931.  | 1921.  | 1910.  | 1900. | 1890. | 1880. | 1869. | 1857. |
| бр. становника | 14.658 | 13.303 | 12.938 | 12.176 | 12.694 | 12.881 | 12.698 | 12.225 | 11.769 | 11.723 | 9.912 | 8.526 | 6.892 | 6.523 | 6.143 |

- напомене:

Настао из старе општине Врбовец.

### Врбовец (насељено место)

#### Број становника по пописима
| Националност   | 2001. | 1991. | 1981. | 1971. | 1961. | 1953. | 1948. | 1931. | 1921. | 1910. | 1900. | 1890. | 1880. | 1869. | 1857. |
| бр. становника | 4.862 | 4.149 | 3.400 | 2.456 | 1.911 | 1.759 | 1.686 | 1.674 | 1.655 | 1.713 | 1.525 | 1.315 | 1.107 | 1.018 | 781   |

- напомене:

Од 1857. до 1880. садржи податке за насеља Мартинска Вес и Насеље Стјепана Радића.

### Национални састав
| Националност       | 1991.          | 1981.          | 1971.          | 1961.          |
| Хрвати             | 3.794 (91,44%) | 2.981 (87,67%) | 2.308 (93,97%) | 1.843 (96,44%) |
| Срби               | 95 (2,28%)     | 107 (3,14%)    | 86 (3,50%)     | 35 (1,83%)     |
| Југословени        | 60 (1,44%)     | 207 (6,08%)    | 15 (0,61%)     | 0              |
| остали и непознато | 200 (4,82%)    | 105 (3,08%)    | 47 (1,91%)     | 33 (1,72%)     |
| Укупно             | 4.149          | 3.400          | 2.456          | 1.911          |

## Попис 1991.
На попису становништва 1991. године, насељено место Врбовец је имало 4.149 становника, следећег националног састава:
| Попис 1991.‍   | Попис 1991.‍  | Попис 1991.‍ | Попис 1991.‍ | Попис 1991.‍ |
| ------------- | ------------ | ----------- | ----------- | ----------- |
|               |              |             |             |             |
| Хрвати        | Хрвати       |             | 3.794       | 91,44%      |
| Срби          | Срби         |             | 95          | 2,28%       |
| Југословени   | Југословени  |             | 60          | 1,44%       |
| Албанци       | Албанци      |             | 20          | 0,48%       |
| Муслимани     | Муслимани    |             | 19          | 0,45%       |
| Словенци      | Словенци     |             | 6           | 0,14%       |
| Чеси          | Чеси         |             | 6           | 0,14%       |
| Мађари        | Мађари       |             | 4           | 0,09%       |
| Македонци     | Македонци    |             | 4           | 0,09%       |
| Пољаци        | Пољаци       |             | 3           | 0,07%       |
| Италијани     | Италијани    |             | 2           | 0,04%       |
| Словаци       | Словаци      |             | 2           | 0,04%       |
| Црногорци     | Црногорци    |             | 2           | 0,04%       |
| Немци         | Немци        |             | 1           | 0,02%       |
| остали        | остали       |             | 1           | 0,02%       |
| неопредељени  | неопредељени |             | 75          | 1,80%       |
| регион. опр.  | регион. опр. |             | 1           | 0,02%       |
| непознато     | непознато    |             | 54          | 1,30%       |
| укупно: 4.149 |              |             |             |             |

## Партнерски градови
- Сењ